# Chantajka
La Chantajka (in russo Ханта́йка?) è un fiume della Russia siberiana settentrionale che scorre attraverso l'altopiano Putorana ed è affluente di destra dello Enisej. Si trova nel Tajmyrskij rajon del Territorio di Krasnojarsk.

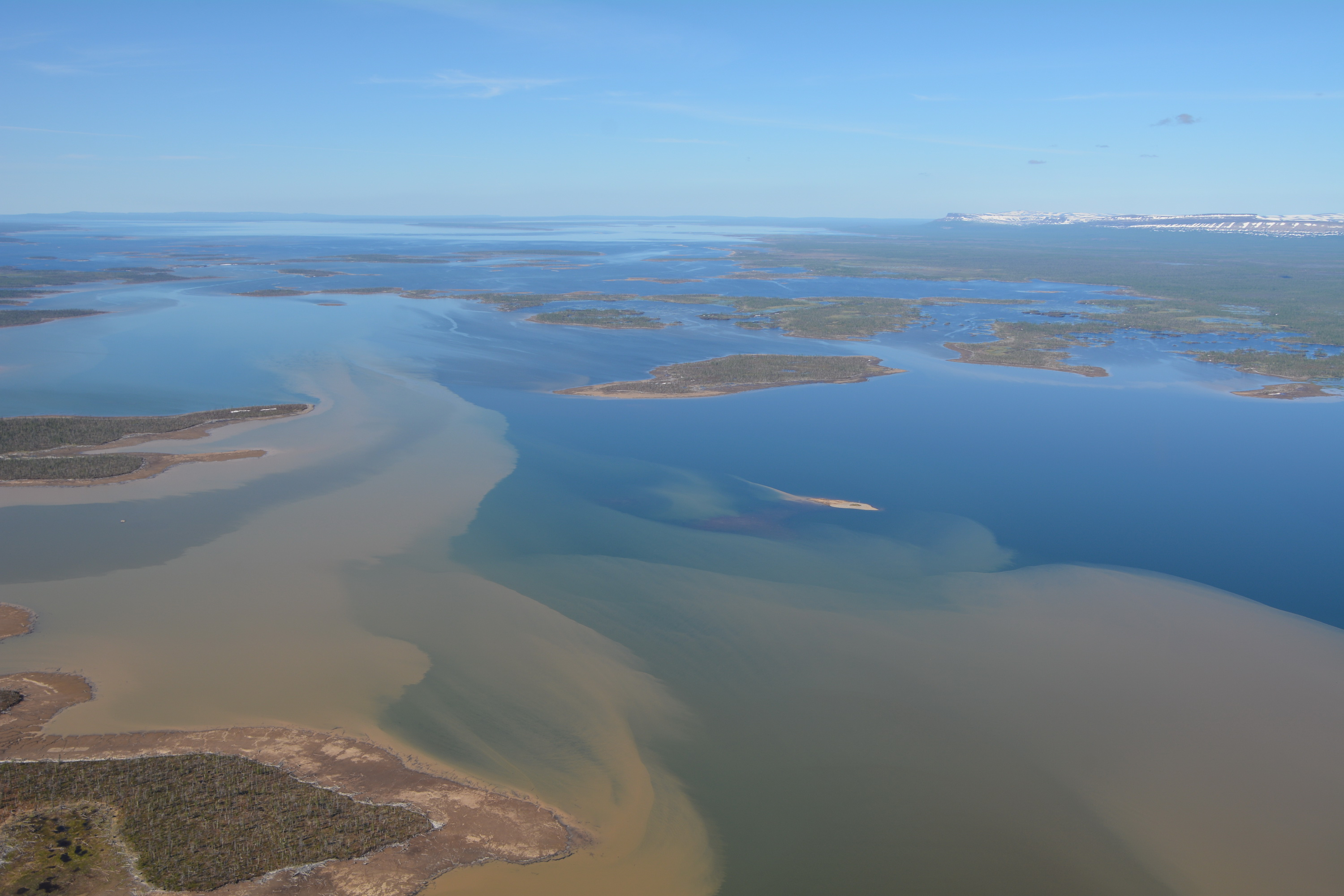
Il bacino idrico Ust'-Chantajskoe

## Geografia
Il fiume scorre dal lago Maloe Chantajskoe, collegato al lago Chantajskoe da un corto canale, e alimenta il grande invaso artificiale di Ust'-Chantajskoe (Усть-Хантайское водохранилище). Scorre poi verso ovest per 62 km verso l'Enisej (tratta in cui è navigabile). La sua lunghezza complessiva è di 174 km, l'area del bacino è di 30 700 km².
Il suo principale affluente (da sinistra) è il Kuljumbė (Кулюмбэ). Il bacino del fiume si trova oltre il circolo polare artico, nella zona di permafrost. Entro la fine di novembre si forma una copertura di ghiaccio stabile sul fiume che dura 254 giorni.

## Il bacino idrico Ust'-Chantajskoe
Il bacino ha un'area di 2120 km²; una lunghezza di 160 km, per 9 km di larghezza, la profondità arriva a 420 m. Il volume (a livello di ritenzione normale) è di 24 200 milioni di metri cubi, il volume utilizzabile è di 13 430 milioni di m³. I principali tributari nella parte nord sono i fiumi Tukulanda e Močokta (Тукуланда, Мочокта); nel sud-est i fiumi Mogen, Kuljumbė, Brus, Gorbiačin (Моген, Кулюмбэ, Брус, Горбиачин). Lo spessore del permafrost nel bacino raggiunge i 200–400 m. La costa è frastagliata da numerose insenature, tra queste le baie Močokta, Mogen e Kuljumbė (in corrispondenza degli omonimi tributari).
Il grande invaso artificiale alimenta la centrale idroelettrica Ust'-Chantajskaja (Усть-Хантайская ГЭС) che si trova a 62 km dalla foce della Chantajka. Nei pressi della centrale sorge il villaggio di Snežnogorsk (Снежногорск). La costruzione della centrale idroelettrica di Ust-Khantai iniziò nel 1963, fu completata nel 1975 e l'inizio del riempimento dell'invaso risale al 1970. Fornisce elettricità alle città di Noril'sk, Igarka e alla regione industriale Noril'sk-Dudinka.